# Flahult
Flahult är ett område i Norrahammar i södra delen av Jönköpings tätort. Området ligger cirka 8 kilometer söder om centrala Jönköping.
Från byn avsöndrades jord, och 1890 anlade Carl von Feilitzen en försöksgård här, avsedd för försök med mossodling i Svenska mosskulturföreningens regi. Den odlade arealen uppgick 1930 till 62,5 hektar, vari även ingick mark arrenderad från Norrahammars bruk. Flahult var Sveriges första försöksgård för mossodling och fick betydelse för mossodlingens framväxt i landet.
Området är känt för "Flahultaren" som var en medicinman, mycket uppskattad och högt ansedd av lokalbefolkningen. Hit gick ortsbor för att råda bot på så gott som alla hälsorelaterade problem. På området var Flahultarens boning tidigare fanns pågår sedan omkring 2012 omfattande nybyggnation på åkermark. Vägarna i nya området i Flahult är döpta efter Flahultarens verksamhet. Vägarna har namn som exempelvis "Läkeörtsvägen".